# Oʻzbekiston Professional Futbol Ligasi

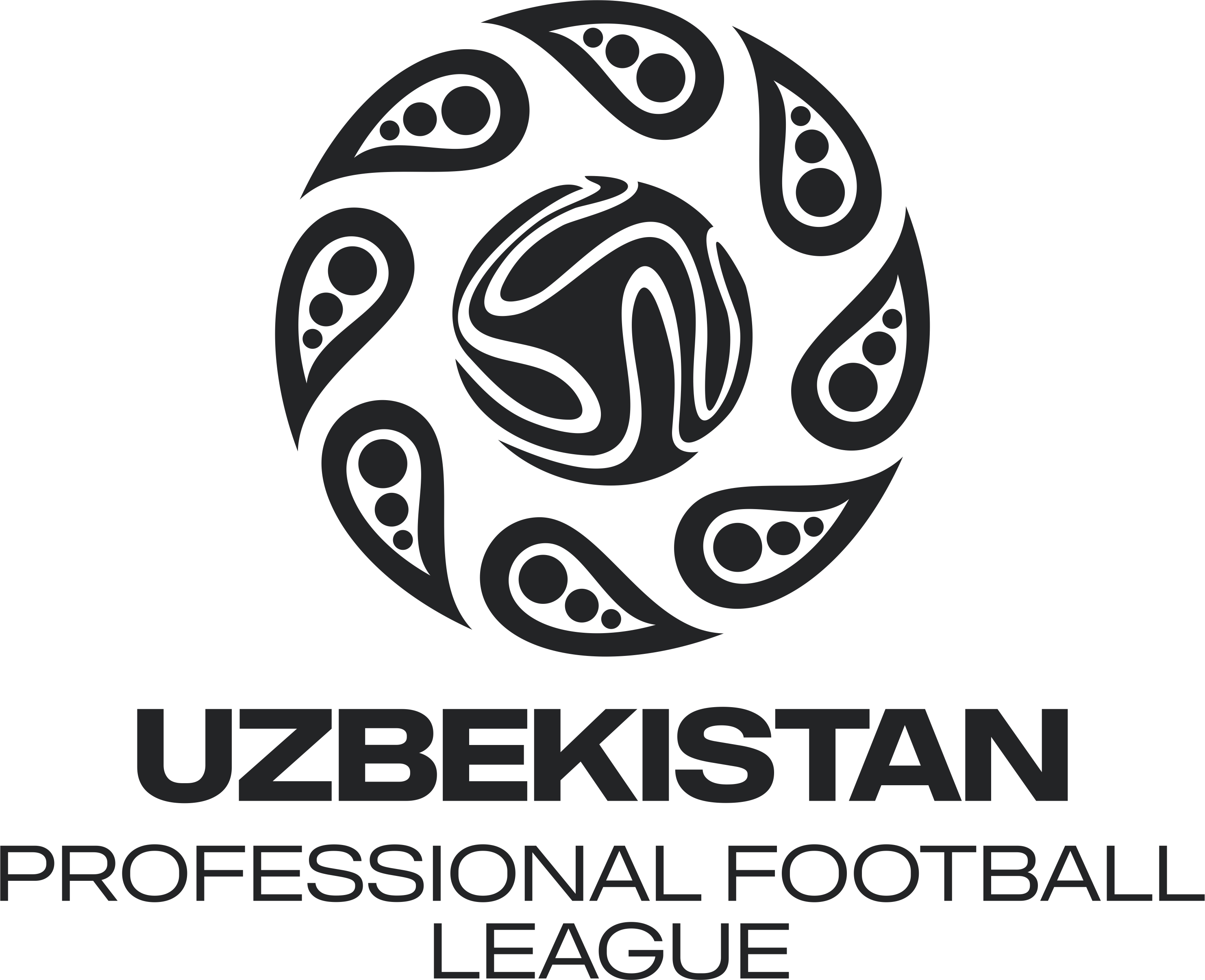
Oʻzbekiston Professional Futbol Ligasi

La Lega Professionistica di Calcio dell'Uzbekistan, brevemente UzPFL (Uzbeko: O‘zbekiston professional futbol ligasi / Ўзбекистон профессионал футбол лигаси, O‘zPFL, ЎзПФЛ) è un'organizzazione calcistica che gestisce e supervisiona l'intero sistema dei campionati di calcio in Uzbekistan. Nel 2008, su raccomandazione della Confederazione calcistica asiatica, è stata separata dalla Federazione calcistica dell'Uzbekistan per diventare un'organizzazione indipendente.
Coordina lo svolgimento di competizioni professionistiche come la Super League, la Pro League, la First League, la Coppa dell'Uzbekistan, la League Cup, la Supercoppa dell'Uzbekistan, nonché i campionati uzbeki U19 e U21. Organizza tornei tra club, fornisce indicazioni sulle loro attività sportive, organizzative e manageriali, oltre a curare le relazioni tra le società calcistiche.
Favorisce l'organizzazione di competizioni calcistiche a vari livelli in collaborazione con ministeri, dipartimenti, aziende ed enti dell'Uzbekistan.
È una delle principali leghe asiatiche in termini di licenze.
A partire da marzo 2025, sei aziende in Uzbekistan sono sponsor ufficiali del campionato.

## Storia
Nel 1992, faceva parte della struttura organizzativa della Federazione calcistica dell'Uzbekistan ed era la divisione responsabile dell'organizzazione delle competizioni calcistiche professionistiche. All'inizio del 2008, la Confederazione calcistica asiatica ha raccomandato la creazione della PFL come entità separata. La lega è stata fondata il 20 giugno 2008 durante l'Assemblea generale della Federazione calcistica dell'Uzbekistan e dei club di calcio e registrata dal Ministero della Giustizia della Repubblica dell'Uzbekistan il 2 luglio.
Dal 2008 al 2018 ha organizzato il campionato giovanile uzbeko. Dal 2019 al 2023 ha supervisionato il campionato femminile (Premier League, First League, Coppa e Supercoppa) e dal 2017 al 2025 ha organizzato il campionato di futsal dell'Uzbekistan (Premier League, Coppa e altri tornei).
Il 10 gennaio 2023 è diventata membro dell'Associazione World Leagues Forum.

## Obiettivi e finalità
L'obiettivo principale della Uzbekistan Professional Football League è coordinare l'organizzazione dei campionati professionistici in Uzbekistan, incluse la Super League, la Pro League, la First League, la Coppa dell'Uzbekistan, la League Cup e la Supercoppa.
Ogni mese, in base al voto di esperti, vengono premiati il miglior giocatore, il miglior arbitro e il miglior gol della Super League uzbeka. Inoltre, ogni anno vengono assegnati riconoscimenti per il miglior club, il miglior giocatore maschile e femminile, il miglior arbitro e altre categorie.

## Dirigenti
Farhod Magometov (2008–2017)
Omon Gʻofurov (2017–2019)
Davron Shoqurbonov (2019–2020)
Diyor Imomxoʻjayev (2020 - in carica)

## Competizioni sotto la giurisdizione della UzPFL

### Uzbekistan Super League
La Uzbekistan Super League è la massima divisione del calcio uzbeko, istituita nel 1992. Si gioca da marzo a novembre con 26 partite per squadra. Dal 2024 si chiama Artel Super League. I club più titolati sono Pakhtakor (16 titoli), Neftchi (5), Bunyodkor (5), Lokomotiv (3), Dostlik (2), MHSK (1), Navbahor (1) e Nasaf (1). Dal 2025 il numero di squadre partecipanti aumenterà a 16.

### Coppa dell'Uzbekistan
La Coppa dell'Uzbekistan è organizzata dalla Uzbekistan Professional Football League dal 1992. Il vincitore accede alla AFC Champions League. Il club con più successi è il Pakhtakor (13 titoli), seguito da Bunyodkor e Nasaf (4 titoli ciascuno), Navbahor e Lokomotiv (3), Neftchi (2), AGMK, Andijan e Dostlik (1).

### Uzbekistan League Cup
La Uzbekistan League Cup è un torneo annuale organizzato dalla UzPFL e dalla Federazione calcistica dell'Uzbekistan. Si disputa dal 2010 con alcune interruzioni. Dal 2019 vi partecipano anche squadre invitate da Kyrgyzstan, Tagikistan, Turkmenistan e Kazakistan. Il Pakhtakor è stato il primo vincitore del torneo.

### Supercoppa dell'Uzbekistan

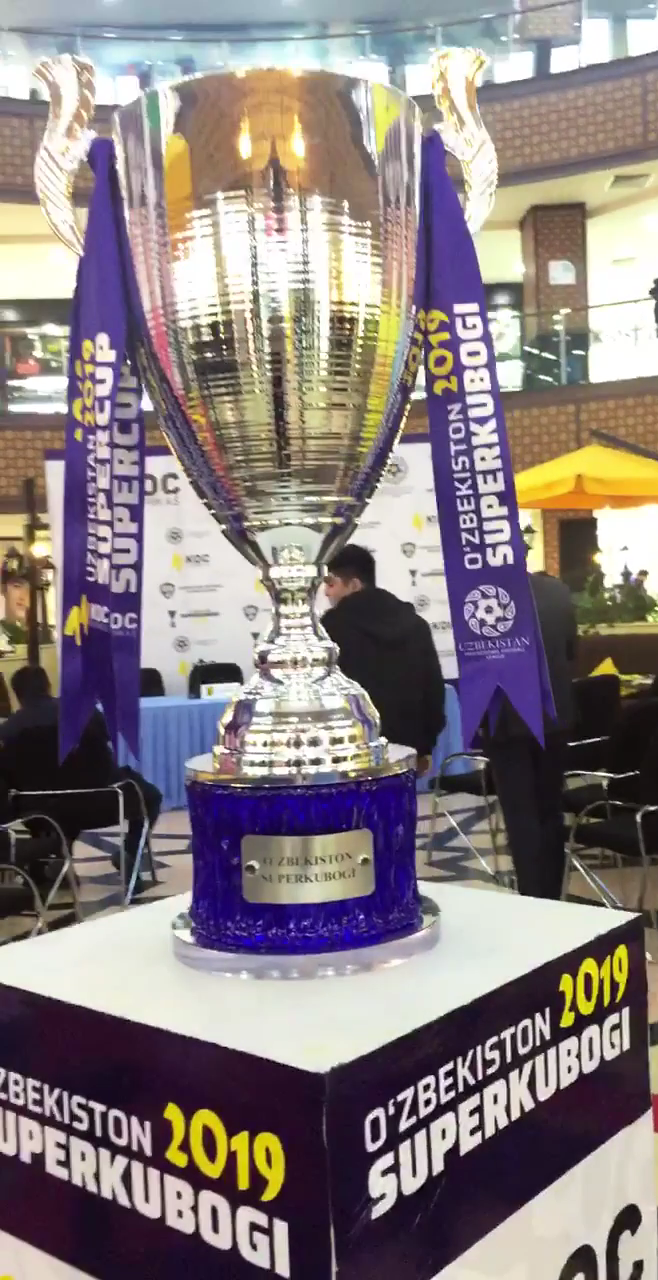
Supercoppa dell'Uzbekistan 2019

Una competizione composta da una sola partita tra l'attuale vincitore della Coppa dell'Uzbekistan e il vincitore della Super League dell'Uzbekistan. Nel caso in cui una squadra vinca sia la Coppa che la Super League, allora nella partita per la Supercoppa sarà opposta alla squadra che ha ottenuto il secondo posto nella Super League. La partita per la Supercoppa dell'Uzbekistan si disputa tradizionalmente tra la fine di febbraio e l'inizio di marzo, aprendo la nuova stagione calcistica nel paese. Di solito, si gioca in uno stadio neutrale per entrambe le squadre.

### Pro League dell'Uzbekistan
Il 21 novembre 2017, secondo la decisione della direzione della PFL, la Prima Lega dell'Uzbekistan è stata ufficialmente rinominata Pro League dell'Uzbekistan a partire dalla stagione 2018. Il numero di squadre è stato ridotto da 18 a 16.

### Prima Lega dell'Uzbekistan
Opera dal 2010. Dalla stagione 2010, le competizioni della prima lega sono state divise in due regioni: la regione orientale e la regione occidentale. Le squadre della regione orientale sono composte dai club calcistici regionali di Andijan, Namangan, Fergana e Tashkent. Le squadre della regione occidentale sono composte dai club calcistici delle regioni di Syrdarya, Jizzakh, Navoi, Samarcanda, Kashkadarya, Surkhandarya, Bukhara, Khorezm e dalla Repubblica del Karakalpakstan. Numero di squadre partecipanti in ogni regione: 14.
La Prima Lega dell'Uzbekistan in precedenza serviva come competizione di secondo livello nel sistema calcistico. Dopo l'istituzione della Pro League nel 2018, la Prima Lega è stata riorganizzata dal 2020 ed è ora la competizione di terzo livello nel paese.

### Campionato U21
Una competizione in cui le squadre giovanili delle squadre della Super League giocano nel sistema calcistico dell'Uzbekistan. In conformità con i regolamenti della UzPFL, vi parteciperanno giocatori di età pari o inferiore a 21 anni. Le partite del campionato U21 si svolgeranno un giorno dopo le partite della squadra principale.

### Campionato U19
La nazionale giovanile under 19 difenderà l'onore dell'Uzbekistan al Campionato Mondiale Giovanile di Calcio (U20), al Campionato Asiatico under 19 (U19) e ad altri tornei. Una competizione tra squadre under-19 dei club della Super League e della Pro League. Il campionato U19 è stato fondato nel 2021. In esso, tutti i club delle due principali divisioni lotteranno per la vittoria con i loro giovani talenti.

## Competizioni affiliate

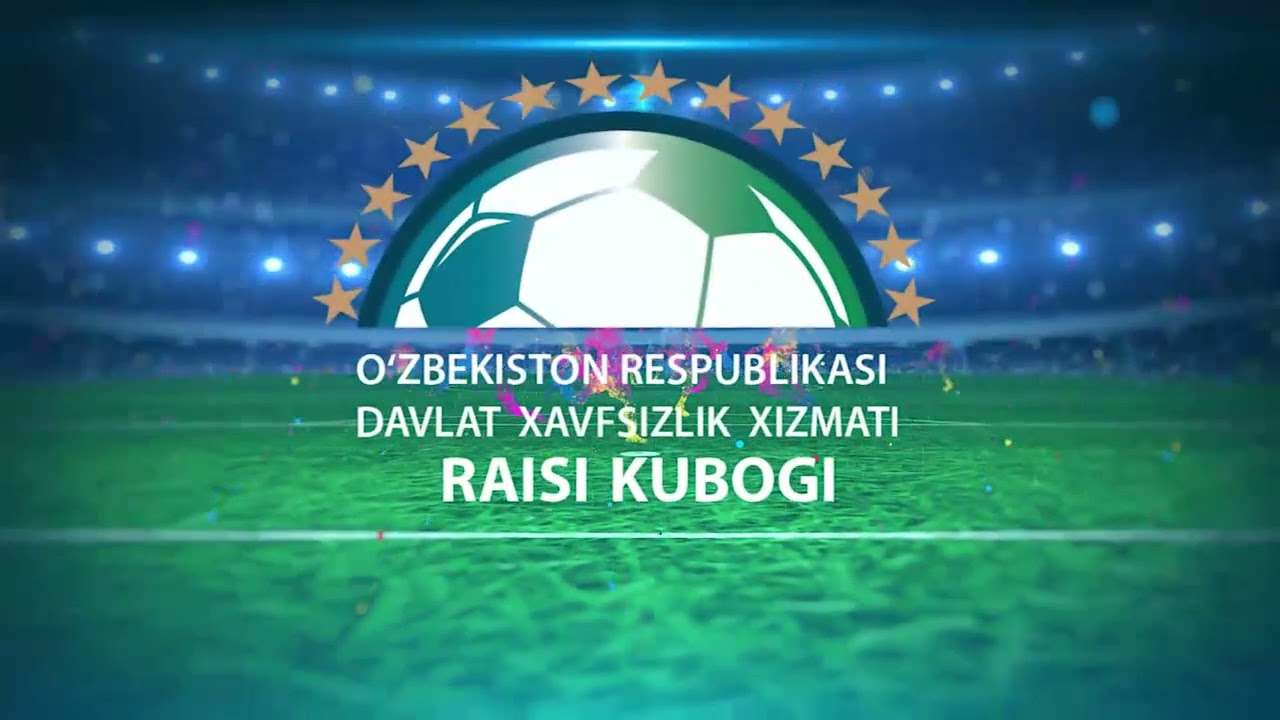
Coppa del Servizio di Sicurezza dello Stato

In collaborazione con il Servizio di Sicurezza dello Stato della Repubblica dell'Uzbekistan, il Ministero dello Sport e l'Agenzia per gli Affari Giovanili, si terrà la Coppa del Servizio di Sicurezza dello Stato (in uzbeco DXX kubogi).
Ospita anche le competizioni della Coppa degli studenti in collaborazione con il Ministero dell'Istruzione Superiore, della Scienza e dell'Innovazione, il Ministero degli Affari Interni e la Federcalcio dell'Uzbekistan.

## Sponsor
La Lega Professionistica di Calcio dell'Uzbekistan ha collaborato con "PepsiCo" nel periodo 2018-2019. Dal 2019, Coca-Cola Beverage Uzbekistan è sponsor della Super League uzbeka. Dal 2020, è stata avviata una collaborazione con la compagnia assicurativa "Apex Insurance", che fornisce assicurazione sanitaria a oltre 1.500 giocatori professionisti registrati nella lega. Dal 2021 al 2022, gli sponsor sono stati Epsilon, Madad Invest Bank Joint Stock Company, Turon Eco Cement e l'impianto di batterie di Jizzakh. Il 16 marzo 2023, l'azienda "BMB Holding" è diventata sponsor ufficiale della Super League. Inoltre, nel corso del 2023, il portale di informazione Olcha.uz e la compagnia aerea privata "Centrum Air" sono diventati partner della Lega Professionistica di Calcio dell'Uzbekistan. Il 28 febbraio 2024, la società "Artel Electronics", considerata il marchio più grande nel mercato degli elettrodomestici in Uzbekistan, è diventata sponsor principale della Super League fino alla fine del 2026. Il 12 marzo 2024, l'azienda "Uzcard" è diventata partner ufficiale della Lega Professionistica di Calcio dell'Uzbekistan. Il 17 febbraio 2025, il marchio sportivo Macron è diventato sponsor ufficiale dell'UzPFL.

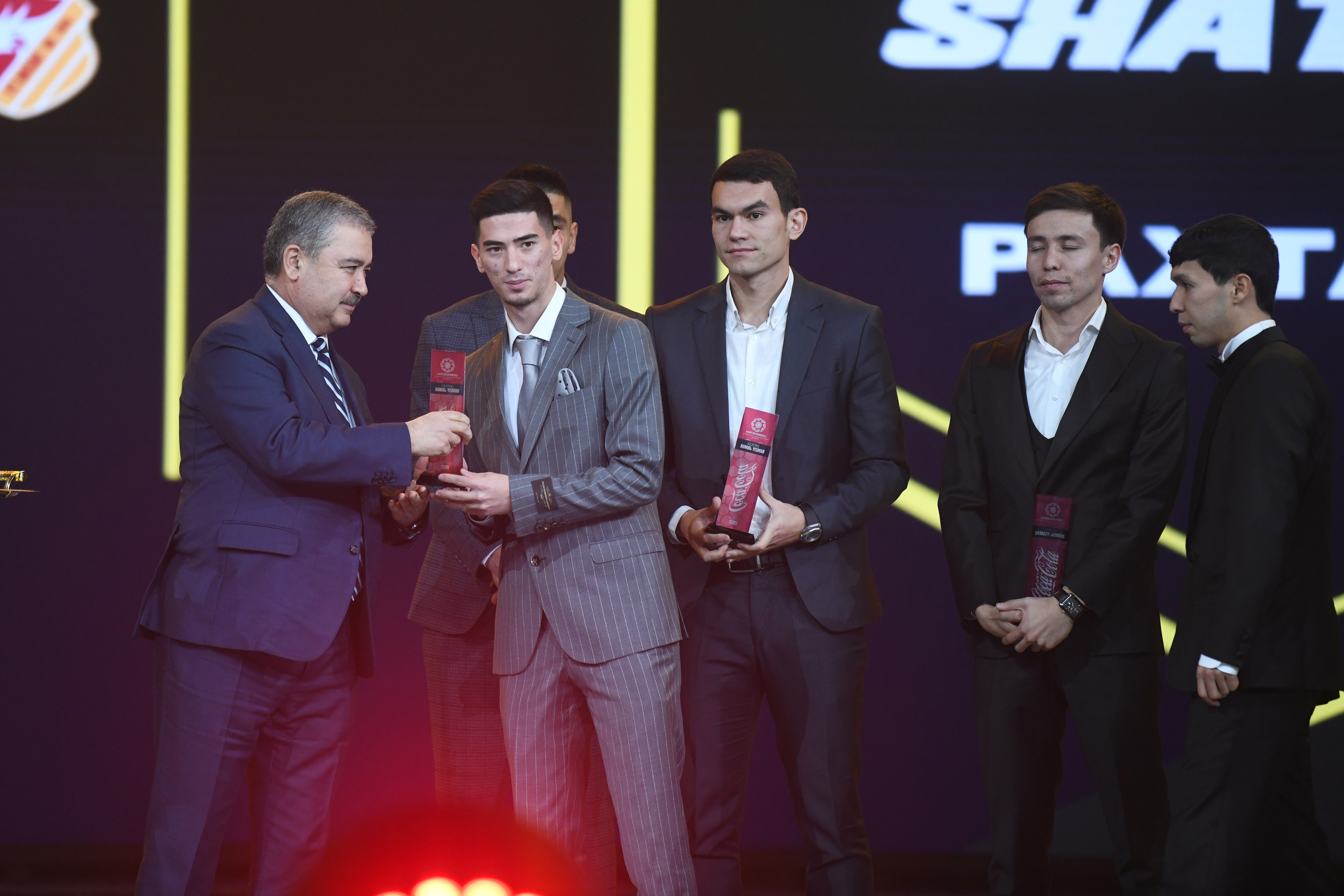
Cerimonia di premiazione UzPFL 2022

## Successi
La Lega Professionistica di Calcio dell'Uzbekistan è una delle leader nella concessione di licenze nel continente asiatico. Alla fine del 2021, 12 club uzbeki hanno ottenuto la licenza della Confederazione calcistica asiatica, registrando il terzo miglior risultato del continente. Nel 2021, tra le squadre femminili, 2 club dell'Uzbekistan sono stati i primi in Asia a superare con successo il processo di concessione delle licenze.
Il Ministero della Giustizia della Repubblica dell'Uzbekistan e l'Associazione Nazionale delle Organizzazioni Non Governative dell'Uzbekistan hanno incluso la UzPFL nella lista delle "20 Organizzazioni Non Governative Più Trasparenti" nel 2021.